# Lechův kopec v Hnězdně
Lechův kopec v Hnězdně (polsky Wzgórze Lecha, Góra Królewska, Gnieźnieńska Góra, Góra na Gnieźnie, Góra Lecha) je historicky nejstarší část města Hnězdna, leží ve výšce 120–123 m n. m.
Archeologické práce, které byly prováděny v meziválečném období (1918–1939), a poté od roku 1948, odkryly stopy existence soustavy hradišť. Stavba byla započata v letech 940–941, a to vedle osady na Panenském vrchu (polsky Wzgórze Panieńskie) z 8. století. Od konce 8. století, do poloviny 10. století byl na Lechově kopci zděný objekt o průměru 10-12 metrů, který byl chráněn příkopem o šířce 12 metrů a dřevěnou hradbou.
Podle výzkumů byla na Lechově kopci pohanská svatyně. Podle Jana Dluhoše (polsky Jan Długosz), byla zasvěcena kultu boha Nyv (také znám jako Nyja, Nija, Nya), který byl ztotožňován s Plutem. Zánik (zničení) této svatyně se datuje (na základě výzkumu např. prof. Kurnatowské) na čtyřicátá léta 10. století. Na místě tzv. prvního podhradí byl na konci 10. století postaven kostel – Bazilika Nanebevzetí Panny Marie (Hnězdno), a v roce 1000 povýšen na katedrálu (arcikatedrála).